# جان لوي تورنادري
جان لوي تورنادري (بالفرنسية: Jean-Louis Tournadre) هو متسابق دراجات نارية فرنسي فاز ببطولة سباق الجائزة الكبرى للدراجات النارية. نافس في سباقات بطولة العالم لفئة 350 سي سي ولفئة 250 سي سي ولفئة 50 سي سي. كما شارك في بطولة العالم للسوبربايك.

## البطولات
- سباق الجائزة الكبرى للدراجات النارية 1982

## النتائج
نظام النقاط من 1969 إلى 1987:
| المركز | 1  | 2  | 3  | 4 | 5 | 6 | 7 | 8 | 9 | 10 |
| النقاط | 15 | 12 | 10 | 8 | 6 | 5 | 4 | 3 | 2 | 1  |

(مفتاح) (السباقات بالخط العريض تشير لترتيب الانطلاق; السباقات بالخط المائل تشير لأسرع لفة)
| السنة | الفئة     | الفريق        | 1                | 2           | 3             | 4            | 5                | 6            | 7                | 8            | 9              | 10             | 11            | 12        | النقاط | الترتيب | الفوز |
| ----- | --------- | ------------- | ---------------- | ----------- | ------------- | ------------ | ---------------- | ------------ | ---------------- | ------------ | -------------- | -------------- | ------------- | --------- | ------ | ------- | ----- |
| 1980  | 250 سي سي | ياماها        | الأمم -          | إسبانيا -   | فرنسا -       | يوغوسلافيا - | هولندا -         | بلجيكا -     | فنلندا -         | بريطانيا -   | تشيك 10        | ألمانيا -      |               |           | 1      | 32      | 0     |
| 1980  | 350 سي سي | ريجيو         | الأمم -          |             | فرنسا -       |              | هولندا -         |              |                  | بريطانيا 9   | تشيك -         | ألمانيا 8      |               |           | 5      | 20      | 0     |
| 1981  | 250 سي سي | ياماها        | الأرجنتين -      | ألمانيا -   | الأمم -       | فرنسا -      | إسبانيا -        | هولندا -     | بلجيكا 6         | سان مارينو 6 | بريطانيا -     | فنلندا 4       | السويد 5      | تشيك 3    | 34     | 7       | 0     |
| 1982  | 250 سي سي | ياماها        | فرنسا 1          | إسبانيا 2   | الأمم 3       | هولندا 2     | بلجيكا 6         | يوغوسلافيا 3 | بريطانيا 3       | السويد 4     | فنلندا 7       | تشيك 2         | سان مارينو 2  | ألمانيا 4 | 118    | 1       | 1     |
| 1983  | 250 سي سي | سوناتو-ياماها | ج. أفريقيا ن.غ.م | فرنسا ن.غ.م | الأمم ن.غ.م   | ألمانيا 14   | إسبانيا 11       | النمسا ن.غ.م | يوغوسلافيا ن.غ.م | هولندا -     | بلجيكا -       | بريطانيا ن.غ.م | السويد ن.غ.م  |           | 0      | -       | 0     |
| 1986  | 250 سي سي | سوناتو-ياماها | إسبانيا ن.غ.م    | الأمم ن.غ.م | ألمانيا ن.غ.م | النمسا ن.غ.م | يوغوسلافيا ن.غ.م | هولندا -     | بلجيكا -         | فرنسا -      | بريطانيا ن.غ.م | السويد ن.غ.م   | سان مارينو 16 |           | 0      | -       | 0     |

## روابط خارجية
- جان لوي تورنادري على موقع MotoGP.com (الإنجليزية)
- جان لوي تورنادري على موقع WorldSBK.com (الإنجليزية)